# NGC 2351
NGC 2351 – grupa gwiazd znajdująca się w gwiazdozbiorze Jednorożca, prawdopodobnie gromada otwarta. Odkrył ją John Herschel 9 marca 1828 roku. Znajduje się w odległości ok. 6138 lat świetlnych od Słońca oraz 32,4 tys. lat świetlnych od centrum Galaktyki. Identyfikacja tej gromady jako obiektu NGC 2351 nie jest pewna – w pozycji podanej przez Herschela nic nie ma, gromada ta znajduje się zaś 1° na północ od niej.